# Acanthormius japonicus
Acanthormius japonicus är en stekelart som beskrevs av William Harris Ashmead 1906. Acanthormius japonicus ingår i släktet Acanthormius och familjen bracksteklar. Inga underarter finns listade i Catalogue of Life.